# جنيه فرنسي
الجنيه الفرنسي (بالفرنسية: livre française)‏ كان عملة مملكة فرنسا وسابقتها فرانسيا الغربية من 781 إلى 1794. كانت هناك عدة عملات فرنسية تسمى الجنيه، منها ما كان يستخدم في نفس الوقت. واسم livre كان يطلق أيضاً على وحدات للحساب إلى جانب القطع النقدية.

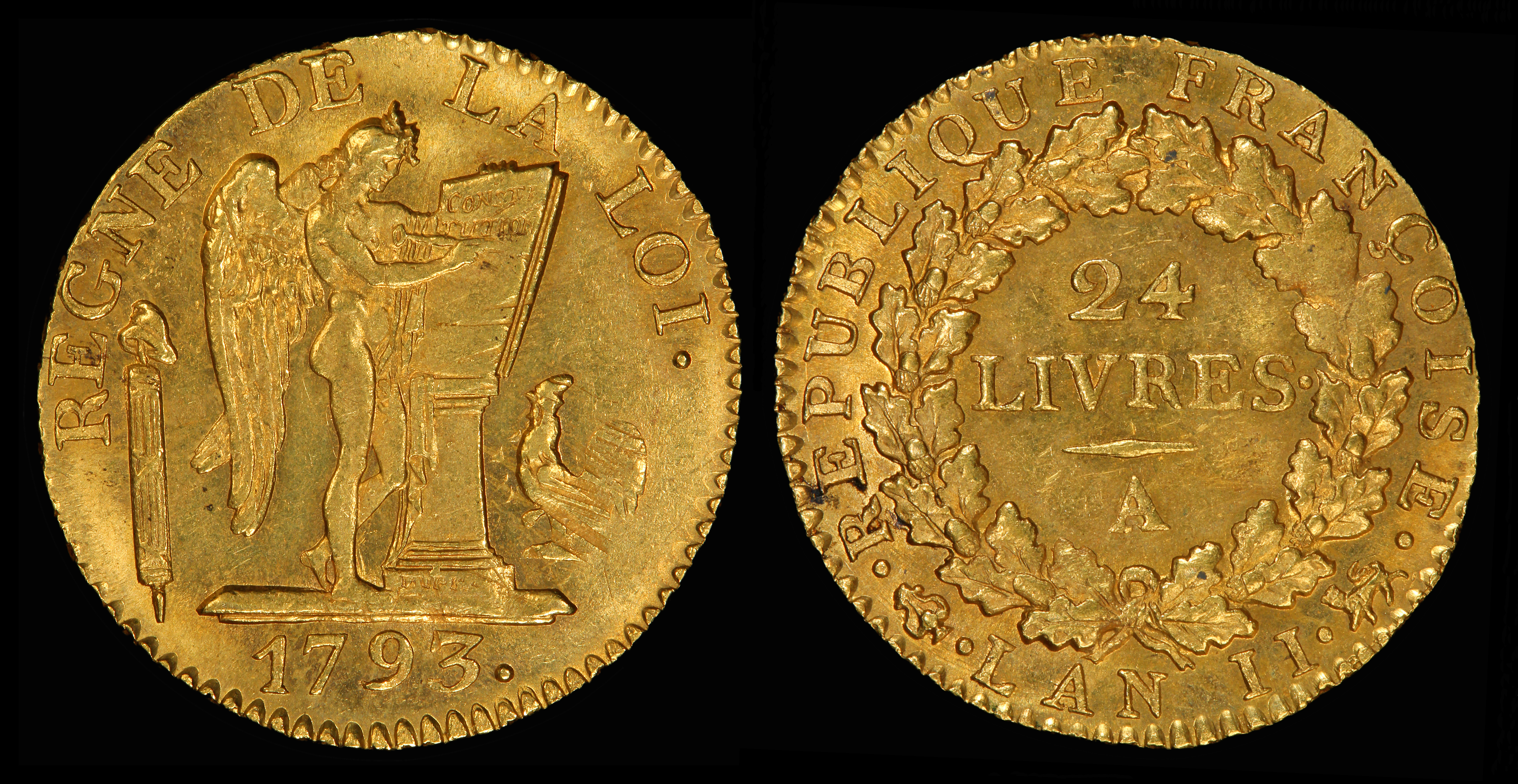
عملة ذهبية 24 جنيه فرنسي من عام 1793.